# Vlkovský potok (přítok Černockého potoka)
Vlkovský potok je malý vodní tok v okresech Rakovník a Louny. Je dlouhý 4,8 km, plocha jeho povodí měří 8,1 km² a průměrný průtok v ústí je 0,03 m³/s.

## Průběh toku
Potok pramení v lese jihovýchodně od vesnice Vlkov v nadmořské výšce 412 metrů a směřuje převážně na severozápad. Protéká Vlkovem, za kterým se nad pravým břehem zdvihá strmý svah vrchu Dubina (399 m n. m.). V této oblasti opouští Středočeský kraj a v Ústeckém kraji teče na hranicích katastrálních území Velké Černoci a Malé Černoci, ve které se v nadmořské výšce 295 metrů vlévá zleva do Černockého potoka. Celý tok vede Rakovnickou pahorkatinou.